# Саудаль Депортиво
«Каудаль Депортиво» (исп. Caudal Deportivo) — испанский футбольный клуб из города Мьерес, в провинции и автономном сообществе Астурия. Клуб основан в 1918 году, гостей принимает на стадионе «Эрманос Антунья», вмещающем 4 000 зрителей. В Примере клуб никогда не выступал, лучшим результатом является 4-е место Сегунде в сезоне 1955/56.

## Достижения
- Терсера
  - Победитель (14): 1949/50, 1959/60, 1962/63, 1963/64, 1983/84, 1986/87, 1990/91, 1993/94, 1994/95, 2002/03, 2006/07, 2009/10, 2011/12, 2015/16

## Сезоны по дивизионам
- Сегунда — 7 сезонов
- Сегунда B — 14 сезонов
- Терсера — 53 сезона
- Региональная лига — 1 сезон

## Известные игроки и воспитанники
- Альварито
- Альберто Сааведра